# Tehuaxtitlán, Olinalá
Tehuaxtitlán är en ort i Mexiko.   Den ligger i kommunen Olinalá och delstaten Guerrero, i den sydöstra delen av landet, 190 km söder om huvudstaden Mexico City. Tehuaxtitlán ligger 1 583 meter över havet och antalet invånare är 432.
Terrängen runt Tehuaxtitlán är kuperad. Runt Tehuaxtitlán är det ganska glesbefolkat, med 21 invånare per kvadratkilometer. Närmaste större samhälle är Olinalá, 6,5 km öster om Tehuaxtitlán. I omgivningarna runt Tehuaxtitlán växer huvudsakligen savannskog.